# Joaquín García Ordóñez
Joaquín García Ordóñez (* 13. Dezember 1919 in Duitama, Kolumbien; † 29. Dezember 1995) war ein kolumbianischer Geistlicher und römisch-katholischer Bischof von Santa Rosa de Osos.

## Leben
Joaquín García Ordóñez empfing am 8. November 1942 durch den Erzbischof von Medellín, Joaquín Garcia Benitez CIM, das Sakrament der Priesterweihe.
Am 28. Juli 1969 ernannte ihn Papst Paul VI. zum Titularbischof von Minturnae und zum Koadjutorbischof von Santa Rosa de Osos. Der Koadjutorerzbischof von Bogotá, Aníbal Muñoz Duque, spendete ihm am 30. August desselben Jahres die Bischofsweihe; Mitkonsekratoren waren der Erzbischof von Nueva Pamplona, Alfredo Rubio Diaz, und der Bischof von Cartago, José Gabriel Calderón Contreras. Die Amtseinführung erfolgte am 8. September 1969.
Am 29. September 1971 wurde García Ordóñez in Nachfolge des verstorbenen Miguel Ángel Builes Gómez Bischof von Santa Rosa de Osos. Papst Johannes Paul II. nahm am 10. Juni 1995 das von Joaquín García Ordóñez vorgebrachte Rücktrittsgesuch an.